# Distrikt La Matanza
Der Distrikt La Matanza liegt in der Provinz Morropón der Region Piura in Nordwest-Peru. Der Distrikt wurde am 5. November 1964 gegründet. Er hat eine Fläche von 1039,46 km². Beim Zensus 2017 lebten 13.997 Einwohner im Distrikt. Im Jahr 1993 betrug die Einwohnerzahl 12.790, im Jahr 2007 12.888. Verwaltungssitz ist die 116 m hoch gelegene Kleinstadt La Matanza mit 6787 Einwohnern (Stand 2017). La Matanza liegt knapp 16 km südsüdöstlich der Provinzhauptstadt Chulucanas. Weitere größere Orte im Distrikt sind Laynes mit 2493 Einwohnern und Carrasquillo mit 1558 Einwohnern.

## Geographische Lage
Der Distrikt La Matanza liegt im Südwesten der Provinz Morropón. Der Río Piura verläuft entlang der nördlichen Distriktgrenze nach Westen. Im äußersten Osten befindet sich der westlichste Höhenrücken der Ausläufer der peruanischen Westkordillere. Westlich davon erstreckt sich die Küstenwüste von Nordwest-Peru, die einen Großteil des Distriktgebietes umfasst. Die Längsausdehnung des Distrikts in NNW-SSO-Richtung beträgt 50 km, die maximale Breite liegt bei 30 km.
Der Distrikt La Matanza grenzt im Südwesten an den Distrikt Catacaos (Provinz Piura), im Nordwesten an den Distrikt Chulucanas, im Nordosten an die Distrikte Morropón und Buenos Aires, im Osten an den Distrikt Salitral sowie im Südosten an den Distrikt Olmos (Provinz Lambayeque).